# Togg
Togg és una empresa turca d'automòbils que fabrica cotxes elèctrics.

## Història
A finals de la dècada de 2010, el president turc Recep Tayyip Erdoğan va demanar la creació d'una nova marca nacional de cotxes de passatgers. Això va donar lloc a l'anunci de plans per llançar la marca TOGG el novembre de 2017, que va començar oficialment les seves operacions el 2018. L'estructura de propietat de l'empresa sota el nom complet de Türkiye'nin Otomobili Girişim Grubu A.Ş. va crear una cooperació de 6 empreses turques diferents.
El 27 de desembre de 2019 va tenir lloc la presentació oficial dels dos primers cotxes TOGG a la seu de l'empresa a Gebze, Turquia
 Durant l'acte, el disseny d'un SUV elèctric compacte i d'una berlina compacta també alimentada amb electricitat, es va presentar. S'espera que els cotxes tinguin una autonomia d'entre 300 i 500 quilòmetres. S'han previst dues variants del motor elèctric: 147 kW (200 CV) i 294 kW (400 CV). L'inici de la producció en sèrie dels vehicles desenvolupats per l'estudi italià Pininfarina el 2018 està previst pel 2023.

## Desenvolupament
El 18 de juliol de 2020 es va iniciar la construcció de les plantes de producció TOGG a la ciutat de Gemlik, fora de Bursa. Exactament un any després, el diumenge 18 de juliol, es va produir amb èxit la carrosseria C-SUV, declarant només que s'utilitzaven components fabricats a Turquia per a aquest propòsit. L'inici de la producció en sèrie, tal com s'ha anunciat, està previst per al 2023.